# Алиминуза
Алиминуза (итал. Aliminusa) је насеље у Италији у округу Палермо, региону Сицилија.
Према процени из 2011. у насељу је живело 1291 становника. Насеље се налази на надморској висини од 439 м.

## Становништво
Према резултатима пописа становништва 2011. у општини је живело 1.291 становника.
| 1931. | 1936. | 1951. | 1961. | 1971. | 1981. | 1991. | 2001. | 2011. |
| ----- | ----- | ----- | ----- | ----- | ----- | ----- | ----- | ----- |
| 1.565 | 1.683 | 1.679 | 1.581 | 1.518 | 1.450 | 1.405 | 1.363 | 1.291 |